# 根本敏則
根本 敏則（ねもと としのり、1953年 - ）は、日本の経済学者。専門は交通経済学。一橋大学名誉教授。敬愛大学経済学部教授。日本計画行政学会会長・日本海運経済学会会長・日本物流学会副会長等を歴任。日本海運経済学会賞・日本物流学会論文賞・国土交通省新道路技術会議優秀技術研究開発賞を受賞。

## 人物・経歴
青森県生まれ。1972年青森県立弘前高等学校卒業。1976年東京工業大学工学部社会工学科卒業。1981年東京工業大学大学院理工学研究科社会工学専攻博士課程単位取得満期退学。同年日本学術振興会奨励研究員。1982年東京工業大学より工学博士の学位を取得。熊田禎宣に師事。
1982年東京工業大学工学部社会工学科助手。1984年建設省道路局企画課道路経済調査室第一係長。1986年福岡大学経済学部助教授。1989年スウェーデン道路交通研究所客員研究員。1991年福岡大学経済学部教授。1995年フィリピン大学交通研究所客員教授。1997年一橋大学商学部教授。2002年ブリティッシュコロンビア大学交通研究センター客員研究員。2011年日本海運経済学会会長。2016年日本計画行政学会会長。2017年一橋大学定年退職、敬愛大学経済学部教授、一橋大学名誉教授。
この間、日本物流学会副会長、公益社団法人日本交通政策研究会専務理事、国土交通省運輸審議会委員、国土交通省社会資本整備審議会委員、国土交通省交通政策審議会委員、財務省関税・外国為替等審議会委員、東京都港湾審議会委員、日本規格協会JSA-BSI-PAS1018原案作成委員会委員、日本道路協会顧問、日本公園緑地協会研究顧問、高速道路調査会評議員、関東貸切バス適正化センター理事長、日本交通政策研究会専務理事等を歴任。

## 受賞歴
2016年第25回日本海運経済学会賞及び日本物流学会平成28年度論文賞受賞。2017年国土交通省平成29年度新道路技術会議優秀技術研究開発賞受賞。

## 著書
- 『アジアの国際分業とロジスティクス』（川嶋弘尚と共編著）勁草書房 1998年
- 『シティロジスティクス』（谷口栄一と共著）森北出版 2001年
- 『欧州新交通政策』道路経済研究所 2008年
- 『対距離課金による道路整備』（味水佑毅と共編）勁草書房 2008年、POD版2015年
- 『自動車部品調達システムの中国・ASEAN展開』（橋本雅隆と共著）中央経済社 2010年
- 『交通市場と社会資本の経済学』（杉山武彦,竹内健蔵,山内弘隆と共編）有斐閣 2010年
- 『ネット通販時代の宅配便』（林克彦と共著） 成山堂書店 2015年
- 『対距離課金による道路整備』（味水佑毅と共著）勁草書房
- 『道路課金と交通マネジメント -維持更新時代の戦略的イノベーション-』（今西芳一と共著）成山堂書店　2017年